# Житницький Олексій Анатолійович
Олексій Анатолійович Житницький (нар. 20 грудня 1959, Харків) — український культурний діяч, заслужений діяч мистецтв України, генеральний директор, художній керівник ДП «Харківський державний цирк ім. Ф. Д. Яшинова».

## Біографія
Народився 20 грудня 1959 року в місті Харків.
Батько — Житницький Анатолій Зіновійович, 1935 року народження, професор Харківської державної академії культури, кандидат мистецтвознавства, поет, пародист, драматург, сценарист, циркознавець, мистецтвознавець. З 1961 року тісно пов'язаний із Харківським цирком. Мати — Житницька Лідія Матвіївна, 1937 року народження, службовець. З 1967 р. по 1977 р. навчався у середній школі № 17 міста Харкова.
У 1977 р. вступив, а в 1981 р. закінчив режисерське відділення Харківського державного інституту культури. Педагогами з режисури були  Т. Б. Сєдих, В. Б. Гольдштейн, А. Г. Беляцький, Є. М. Зіскінд, Ф. А. Чемеровський. В цирковій справі є прямим учнем Є. М. Зіскінда.
З 1 червня 1983 р. — режисер-постановник Харківської філії Всесоюзної дирекції з підготовки циркових атракціонів та номерів.
З 1991 р. — головний режисер філії, а потім Української дирекції з підготовки циркових атракціонів та номерів.
З листопада 1994 р. поєднує з обов'язками головного режисера Харківського цирку.
З березня 1995 р. — на посаді головного режисера Харківського цирку.
З січня 2001 р. — директор, згодом генеральний директор, художній керівник Харківського державного цирку.

### Культурна діяльність
О. А. Житницький поставив більш ніж 30 циркових номерів і атракціонів та понад 100 програм, як у Харківському державному цирку, у цирках України та за кордоном.
О. А. Житницький категорично виступає за гуманну дресуру на основі вчення академіка І. П. Павлова та В. Л. Дурова, що дає повну гарантію того, що в Харківському цирку неможливе жорстоке відношення до тварин, створені найгарніші умови для їх утримання.
О. А. Житницький є одним із фундаторів Українського сучасного цирку.
Був учасником 22 Міжнародних фестивалів циркового мистецтва в 11 країнах, членом журі 6 міжнародних фестивалів. В 2000 році номер «Партерний політ» під керівництвом С. Шаталова, підготовлений Олексієм Житницьким завоював Золоту нагороду на фестивалі у Варшаві, Польща.

## Нагороди
- Заслужений діяч мистецтв України (1997)[1]
- Почесна грамота Кабінету Міністрів України (2003)[2]
- Орден «За заслуги» III ступеня (25 вересня 2008) — за вагомий особистий внесок у розвиток українського циркового мистецтва, значні творчі здобутки та з нагоди 125-річчя від дня заснування державного підприємства «Харківський державний цирк»[3];
- Почесна відзнака Харківської обласної ради «Слобожанська слава» (2008)
- Почесна грамота Харківської міської ради (2008, 2019)[4]
- Почесна грамота Верховної Ради України (2009)
- Заслужений працівник культури Удмуртської республіки (2011)